# انقلاب
انقلاب (به انگلیسی: Revolution) به معنای زیر و رو شدن یا پشت و رو شدن و تحول است و امروزه اشاره به تحولات سیاسی زیربنایی دارد که میتواند انقلاب مردمی یا انقلاب از بالا باشد. این واژه در آغاز از اصطلاحات علم اخترشناسی بود و در معنای چرخش دورانی افلاک و بازگشت ستارگان به جای اول به کار می‌رفت؛ و ابتدا در جامعه‌شناسی به معنای بازگشت به گذشته‌است، گذشته‌ای روشن یا بازگشت آزادیِ ازدَست‌رفته. پس از آن و به‌خصوص از زمان کانت که در انقلاب فرانسه عناصری مانند تعیین سرنوشت و تغییر شرایط زندگی توده‌ها به دست خودشان و غیره، وجود دارد که هرگز تا پیش از آن وجود نداشته، جامعه‌شناسان و فلاسفه انقلاب را این‌گونه بیان می‌نمایند که ذات و ماهیت و باطن چیزی لزوماً عوض شده باشد. در نگاه جامعه‌شناسان، هر جنبش اجتماعی توده‌ای که به فرایندهای عمدهٔ اصلاح یا دگرگونی اجتماعی بینجامد، انقلاب است. انقلاب‌های بزرگ به آن دسته از انقلاب‌ها گفته می‌شود که با تغییرات اساسی در حکومت و ساختار اجتماعی یک کشور یا جامعه همراه بوده‌اند. از انقلاب‌های مهم می‌توان به انقلاب فرانسه، انقلاب روسیه و انقلاب ایران و انقلاب دوم فرانسه اشاره کرد. 

## تحلیل مفهوم انقلاب
این واژه در معنای خود دارای ابهام بسیار بوده و از این رو می‌توان آن را یک «تغییر کیفی» دانست که بسته به مورد، یک یا چند صفت از صفات زیر نیز با آن همراه می‌شود.

### انقلاب بسته به زمینهٔ رخداد
- تغییر کیفی که در حوزهٔ سیاسی رخ می‌دهد: اضافه نمودن صفت «در حوزهٔ سیاسی»
- تغییر کیفی که در حوزهٔ اجتماعی رخ می‌دهد: اضافه نمودن صفت «در حوزهٔ اجتماعی»
- تغییر کیفی که در حوزهٔ فرهنگ رخ می‌دهد: اضافه نمودن صفت «در حوزهٔ فرهنگی»
- تغییر کیفی که در حوزهٔ اقتصاد رخ می‌دهد: اضافه نمودن صفت «در حوزهٔ اقتصادی»
- تغییر کیفی که در حوزهٔ هنر رخ می‌دهد: اضافه نمودن صفت «در حوزهٔ هنری»
- تغییر کیفی که در حوزهٔ علم رخ می‌دهد: اضافه نمودن صفت «در حوزهٔ علمی»
- تغییر کیفی که در حوزهٔ ارتباطات رخ می‌دهد: اضافه نمودن صفت «در حوزهٔ ارتباطات»
- تغییر کیفی که در حوزهٔ اطلاعات رخ می‌دهد: اضافه نمودن صفت «در حوزهٔ اطلاعات»
- تغییر کیفی که در حوزهٔ فناوری رخ می‌دهد: اضافه نمودن صفت «در حوزهٔ فناوری»

### انواع انقلاب از منظر سرعت رخداد
- تغییر کیفی که به‌ناگهان رخ می‌دهد: اضافه نمودن صفت «ناگهانی»
- تغییر کیفی که به‌تدریج صورت می‌گیرد: اضافه نمودن صفت «تدریجی»

### انواع انقلاب از منظر رابطه با خشونت
- تغییر کیفی که برای دستیابی به آن از خشونت استفاده شده‌است: اضافه نمودن صفت «خشونت‌آمیز»
- تغییر کیفی که برای دستیابی به آن از خشونت استفاده نشده‌است: اضافه نمودن صفت «خشونت‌پرهیز».

### انواع انقلاب از منظر میزان فراگیری
- تغییر کیفی که در همهٔ حوزه‌ها صورت می‌گیرد. اضافه نمودن صفت «همه‌جانبه»
- تغییر کیفی که در یک حوزه صورت می‌گیرد. اضافه نمودن صفت «جزئی»

با ترکیب موارد بالا با یکدیگر، می‌توان توضیحی مناسب و تحلیلی از رخداد مذکور به‌دست داد. مثلاً می‌توان گفت:
- ایران یک «تغییر کیفی، ناگهانی، خشونت‌پرهیز و جزئی (تنها در حوزهٔ سیاسی)» را در سال ۱۳۵۷ به چشم خود دید.
- ایران یک «تغییر کیفی، تدریجی، خشونت‌پرهیز و جزئی (تنها در حوزه‌های اجتماعی و فرهنگی)» را در سال ۱۳۵۷ به چشم خود دید.
- ایران یک «تغییر کیفی، تدریجی، خشونت‌آمیز و همه‌جانبه» را در دو سدهٔ اخیر به چشم خود دیده‌است.

## نظریه‌های انقلاب

تابلوی آزادی هدایتگر مردم

از آنجا که انقلاب‌ها در تاریخ جهان طی دو سدهٔ گذشته بسیار مهم بوده‌اند، شگفت‌انگیز نیست که نظریه‌های گوناگونی به منظور کوشش برای تبیین آن‌ها به وجود آمده‌است. برخی از این نظریه‌ها در اوایل عمر علوم اجتماعی تنظیم گردیدند؛ مهم‌ترین رویکرد در این زمینه نظریهٔ کارل مارکس است. مارکس مدت‌ها پیش از هر یک از انقلاب‌هایی که به نام اندیشه‌های او رخ داده زندگی می‌کرد، اما بر آن بود که نظریاتش تنها به‌عنوان تحلیلی از شرایط دگرگونی انقلابی در نظر گرفته نشود، بلکه به‌عنوان وسیله‌ای برای پیشبرد این‌گونه دگرگونی‌ها مورد استفاده قرار گیرد. اندیشه‌های مارکس، صرف نظر از اعتبار حقیقی آنها، تأثیر عملیِ فوق‌العاده زیادی بر دگرگونی‌های اجتماعی سدهٔ بیستم داشته‌اند. نظریه‌های مهم دیگر بسیار دیرتر به وجود آمدند و اندیشمندان کوشش کرده‌اند هم انقلاب‌های اولیه (مانند انقلاب‌های آمریکا یا فرانسه) و هم انقلاب‌های بعدی را تبیین کنند. برخی دامنهٔ تحلیل را حتی گسترده‌تر ساخته و کوشیده‌اند فعالیت انقلابی را در ارتباط با شکل‌های دیگر شورش یا اعتراض تبیین کنند.
مارکس بر «چاره‌ناپذیری» یا ضرورت انقلاب سخت تکیه می‌کرد. وی بر آن بود که انقلاب ناشی از تکامل نیروهای تولیدگر جامعه است و از ناسازگاری آن نیروها با روابط و نظام سیاسی و اجتماعی کنونی، پدید می‌آید. هنگامی که این نظام و روابط جلوی رشد تولید را بگیرند، بحران سخت می‌شود و دورهٔ انقلاب‌های اجتماعی آغاز می‌شود. طبقات زبردست نمی‌خواهند پایگاه خود را از دست بدهند و طبقات زیردست نمی‌خواهند در وضع کنونی بمانند و این برخورد به انقلاب‌های خونین می‌انجامد. مارکس انقلاب را عامل ناگزیر پیشرفت و «لوکوموتیو تاریخ» می‌داند.
نظریه‌های حاصل از مطالعهٔ انقلاب‌ها است. مطالعه و تجزیه‌وتحلیل انقلابات سنت سحرآمیز و پرافتخاری است که فلاسفه، تاریخ‌دانان، دانشمندان علوم اجتماعی، و مفسران اجتماعی برای سده‌ها با لذت از آن تعریف نموده‌اند. حکایت توده‌های در حال قیام همواره برای به هیجان آوردن یا به هراس افکندن کسانی که کارشان بررسی وقایع بزرگ اجتماعی و بیان علت وقوع این‌گونه رخدادهاست کافی بوده‌است و شگفت آن‌که پس از ارسطو که برای نخستین‌بار سرچشمه‌ها و منابع واقعی انقلاب را برای ما تشریح کرد نظریه‌پردازان بعدی سؤالات بیشماری را دربارهٔ ماهیت این‌گونه وقایع مطرح ساخته‌اند که خود توانایی پاسخگویی به همهٔ آنها را نداشته‌اند. مهم‌تر آن‌که نظریه‌پردازانی که پدیدهٔ انقلاب را مورد ملاحظه قرار داده‌اند بر سر ماهیت آن دچار اختلافِ‌نظر می‌باشند و به علاوه هنوز به نتایج عموماً پذیرفته‌شده‌ای دربارهٔ علت وقوع انقلابات دست نیافته‌اند.

## عوامل مؤثر بر انقلاب

### نارضایتی عمیق از وضع جاری
نارضایتی عنصر به‌وجودآورندهٔ تغییر است ولی هر نارضایتی نمی‌تواند به انقلاب تبدیل گردد، بلکه این نارضایتی باید به حد ناامیدی از اصلاح در پیکرهٔ سیاسی موجود درآمده باشد تا کم‌کم به عنصر خشم منجر شود. یکی دیگر از شاخصه‌های این نارضایتی، ظهور در طبقه‌ها و قشرها و نخبگان است.

### پیدایش و جایگزین ایدئولوژی‌های نو
ایدئولوژی به معنی اشتراکات فرهنگی و عقیدتی است که به‌نحوی نمادین بیان می‌گردد، ایدئولوژی به معنای خاصش نوعی انقلاب گفتاری محسوب می‌شود که اهداف جدیدی را پیش روی افراد ناراضی از وضع موجود قرار می‌دهد تا در حول آن‌ها به ارائهٔ نظریات و ایده‌های جدید اقدام شود. برینتون گفته که هیچ انقلابی بدون ظهور ایدئولوژی جدید شکل نمی‌گیرد. این ایدئولوژی اهداف دور از دسترسی را که کمبود حکومت موجود است و حکومت نمی‌تواند آن‌ها را تحقق بخشد، نشانه می‌رود تا هم رضایتی عقلایی از ارضای آن‌ها در آینده برای جذب عامّیون استفاده کند و هم با آرمان‌هایش به ساختارهای نخبگان ساخت بدهد و آن‌ها را در یک جهت هماهنگ کند.
ایدئولوژیِ هر انقلاب در چگونگی روندها و چهارچوب‌ها در حال و آیندهٔ پیروزی یا شکست آن انقلاب نقش بسیار اساسی دارد به‌عبارتی چگونگی پیروزی، حکومت جایگزین، نقش‌های رهبری و دیگر عوامل که با پیروزی یک انقلاب به دنبال آن می‌آیند از ایدئولوژی آن انقلاب برمی‌خیزند و هر چه این ایدئولوژی به آرمان‌های آن جامعه نزدیک‌تر باشد پیروزی نزدیک‌تر و موفق‌تر است.

### گسترش روحیهٔ آنارشیستی
گسترش روحیهٔ انقلابی آغاز دوران آنارشیستی یک انقلاب است. در این زمان جامعه دیگر به آن قدرت رسیده‌است که برای رسیدن به خواسته‌هایش در پی عمل کردن به آن‌ها باشد. شورش‌ها، انتقادهای مستقیم و خالی از کنایه، تظاهرات‌های ناآرام و… همه و همه از نشانه‌های رسیدن جامعه به این سطح از نارضایتی است. در مرحلهٔ دوم، یعنی بروز ایدئولوژی، هنوز مردم عامی نوعی پشیمانی، برای مقابله با تغییرات در آینده و حفظ وضع موجود را با خود همراه دارند ولی در مرحلهٔ گسترش روحیهٔ انقلابی دیگر این محافظه‌کاری به‌تدریج از بین می‌رود و به نوعی تنفر تبدیل می‌شود. هر چه این تنفر ریشه‌دارتر و بزرگ‌تر باشد چهرهٔ انقلاب‌ها خونین‌تر و پراضطراب‌تر نیز می‌شوند، زیرا در آن‌ها علاوه بر نابود شدن نهادهای حکومت پیشین، کارکنان و عوامل حکومت پیشین هم مورد خشم مردم قرار خواهند گرفت. به‌طور کلی به وجود آمدن این دوره شاخصهٔ بروز انقلاب است، هیچ‌کدام از مراحل قبل این حس را بر کل جامعه القا نمی‌کنند که می‌توانند به انقلاب منجر شوند ولی ورود به دورهٔ آنارشیستی، بازگشت به عقب را ناممکن می‌کند و از طرفی وجود جهل در سران حکومت که تنها به ادامهٔ سرکوب ادامه می‌دهند، این روحیه را هر روز بیشتر از پیش می‌کند و تا آن حد پیش می‌رود که به انقلاب منجر گردد.

### وجود رهبر
وجود رهبر، تشابه بی‌حد و اندازه‌ای با ایدئولوژی دارد. در جریان یک انقلاب همیشه یک ایدئولوژی حاکم نمی‌شود، بلکه انواع ایدئولوژی‌ها در کنار یکدیگر فعال‌اند ولی ایدئولوژی عام‌تر و نزدیک‌تر به اکثریت (منظور کسانی است که در روند انقلاب نقش فعال‌تر و ایدئولوژیِ بارزتر و پذیرفتنی‌تری دارند) از درون خود رهبری را برای بسیج این نیروها در نظر می‌گیرد و نقش هم‌آوایی برای انقلاب شروع می‌گردد. این رهبر علاوه برداشتن ویژگی‌ها سیاسی و اجتماعی و قشری باید شجاعت ایستادن در مقابل حکومت را هم داشته باشد. همچنین تعادل و تعامل با دیگر گروه‌ها و دسته‌ها نیز در روند پیروزی نقش بسیار مهمی دارد. فیدل کاسترو در کوبا رهبری انقلاب کوبا را بر عهده داشت، این انقلاب‌ها که با رهبری یک نفر به‌عنوان شاخصهٔ بروز آن‌ها به موفقیت می‌رسند را انقلاب‌های تک نفری می‌نامند ولی در غالب انقلاب‌ها این‌گونه نیست که یک نفر بتواند بسیج نیروها و نارضایتی‌ها را مهیا کند. گاهی مانند انقلاب ۱۹۱۷ روسیه، الجزایر، انقلاب فرانسه، انقلاب ۱۹۷۹ نیکاراگوئه و انقلاب ۱۹۴۵ چین رهبری به یک گروه یا دسته بر می‌گردد که بیشترین پیروان را دارند و ایدئولوژی مقبول‌تر را در اختیار دارند، ولی در کل این دسته‌ها نیز شخصیت‌های مشهوری را دارند که حرف آخر را می‌زنند مثلاً لنین و بلشویسم در انقلاب ۱۹۱۷ روسیه، احمد آل در الجزایر، برینتون و روبسیر در انقلاب فرانسه، مائو در انقلاب ۱۹۴۵ چین.

### آزادی انسان
تمامی دلایلی که برای به وجود آمدن انقلاب گفته می‌شود ممکن است صحیح باشد، ولی فقط یک دلیل اصلی موجود است که مادر و ریشهٔ تمام عوامل است و اینکه ذاتاً انسان موجودی آزاد است چه ازلحاظ عقیدتی یا سیاسی یا اجتماعی. در تمامی جوامع، قوانین هرچند هم مثبت باشند، با ذات انسان در تضاد هستند، هرچند که، این تضاد درونی اندک باشد. با ذکر این مثال که در تمامی انقلاب‌ها اکثر مردم بدون اطلاع کافی پیرو توده و جمعیت می‌شوند واگر انقلاب پیروز شود تا زمانی که هنوز سیستم جدید اعمال قدرت نکرده باشد مردم در شور و خوشحالی زیادی به سر می‌برند که ناشی از حس آزادی است و به محض تثبیت قدرت، خفقان ایجاد می‌شود که ان هم ناشی از حس سلب آزادی است. مثال واضح اینکه تخلفات رانندگی زمانی که پلیس راهنمایی ورانندگی اعمال قدرت یا با شدت بیشتری رانندگان را کنترل کند به‌مراتب بیشتر از زمانی است که رانندگان فقط با یک سری علایم هشداردهنده به رانندگی می‌پردازند. همکاری در جامعه و تمامی دنیا امری بسیار مثبت است که به پیشرفت اهداف در تمامی زمینه‌ها کمک می‌کند و باعث اتحاد می‌شود.

## نتایج انقلاب
وقایع بعد از انقلاب تا اندازه‌ای تحت تأثیر همان رویدادهایی است که منجر به انقلاب شده‌اند. گاهی بعد از یک دوره مبارزه انقلابی کشور فقیر شده و به شدت دچار نفاق و از هم گسیختگی می‌گردد. بقایای رژیم شکست خورده یا گروه‌های دیگری که برای قدرت مبارزه می‌کنند، ممکن است نیروهای خود را دوباره گردآوری کرده و مجدداً دست به تهاجم بزنند. اگر دولت‌های مجاور با حکومت جدید دشمن باشند، احتمال موفقیت حکومت جدید در بازسازی اجتماعی کمتر می‌شود مگر آنکه آن‌ها از حکومت جدید طرفداری کرده و آمادهٔ حمایت جدی از آن باشند. برای مثال در اتحاد مقدس کشورهای اروپایی تصمیم داشتند تا هرنوع انقلابی به‌ویژه نوع دموکراتیک آن را در قارهٔ اروپا سرکوب کنند.

## تاریخچه

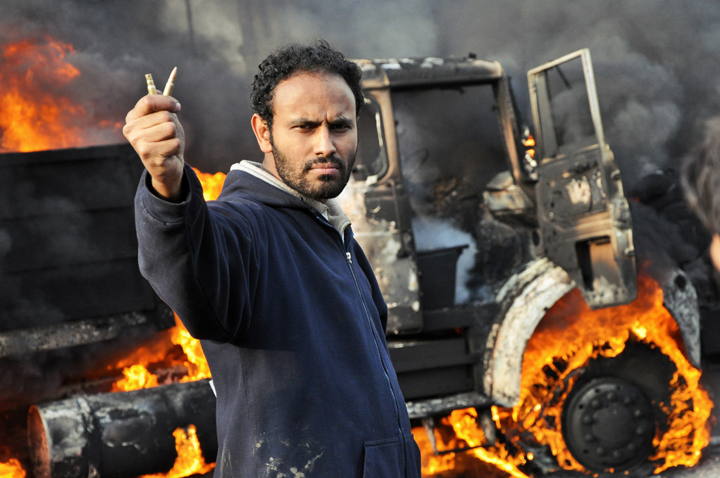
یک انقلابی مصری در جریان انقلاب مصر

پدیدهٔ انقلاب چنان‌که نوشته‌های متفاوتِ باقی‌مانده از دوران باستان نشان می‌دهد قدمت بسیار دارد. براساس یک پژوهش علمی، در فاصله ۶۰۰ ق. م تا ۱۴۶ ق. م، ۸۴ انقلاب در یونان باستان به وقوع پیوست و در فاصله ۵۰۹ ق. م تا ۴۷۶ م. رم باستان شاهد ۱۷۰ انقلاب و اغتشاش عمده ثبت شده بود.

### انقلاب‌های سدهٔ بیستم
بیشتر انقلاب‌های سدهٔ بیستم در جوامع درحال‌توسعه رخ داده‌اند، نه در کشورهای صنعتی. دو رویداد انقلابی که عمیق‌ترین نتایج را برای کل جهان داشته‌اند، انقلاب ۱۹۱۷ روسیه و انقلاب چین بودند. هر دو انقلاب در جوامع عمدتاً روستایی و دهقانی رخ دادند، اگرچه شوروی از آن هنگام تا دههٔ نود میلادی به سطح بالایی از صنعتی شدن دست یافت. بسیاری از کشورهای جهان سوم نیز انقلاب را در این سده تجربه کرده‌اند برای مثال مکزیک، ترکیه، مصر، ویتنام، کوبا و نیکاراگوئه. ایران در سال ۱۳۵۷ شمسی (۱۹۷۹ میلادی) انقلابی را پشت سر گذاشت. برخی جامعه‌شناسان و متفکران غربی از پرداختن به انقلاب ایران و نظریه‌پردازی در مورد آن پرهیز کردند، گیدنز، جامعه‌شناس انگلیسی و مشاور تونی بلر نخست‌وزیر اسبق انگلیس در کتاب مبانی جامعه‌شناسی خود در بیان انقلاب‌هایی که در سدهٔ بیستم رخ داده‌، نامی از انقلاب ۱۹۷۹ ایران نبرده‌است!در صورتی که انقلاب ایران از اساسی‌ترین انقلاب‌های جهان بود چرا که پیش از انقلاب، آمریکا بزرگ‌ترین متحد ایران در جهان بود اما پس از انقلاب، حکومت جدید ایران، خود را به بزرگ‌ترین دشمن آن تبدیل کرد، همچنین روابط کشورهای عرب منطقه و اسرائیل با ایران زیر و رو شد.

### در ایران

#### جنبش مشروطهٔ ایران

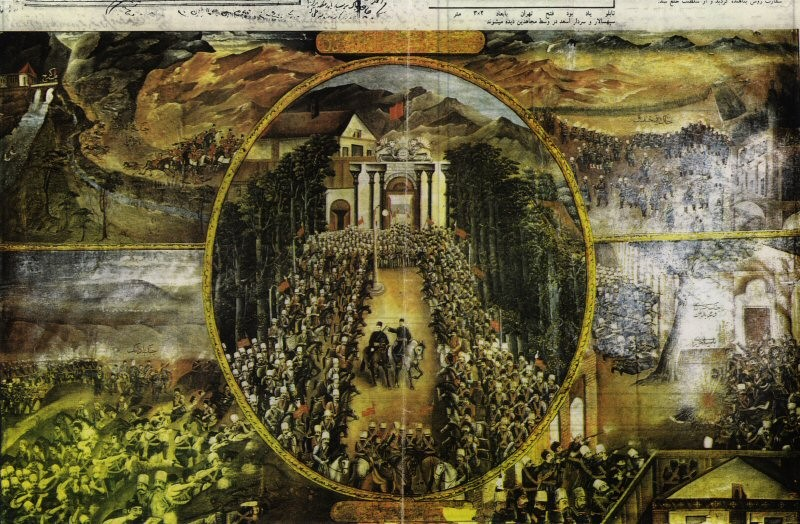
پوستر فتح تهران به دست مجاهدین بختیاری

جُنبِشِ مَشروطهٔ ایران مجموعه کوشش‌ها و رویدادهایی است که در دورهٔ مظفرالدین شاه قاجار و سپس در دورهٔ محمدعلی شاه قاجار برای تبدیل حکومت استبدادی به حکومت مشروطه رخ داد و منجر به تشکیل مجلس شورای ملی و تصویب اولین قانون اساسی ایران شد.

#### انقلاب اسلامی ایران

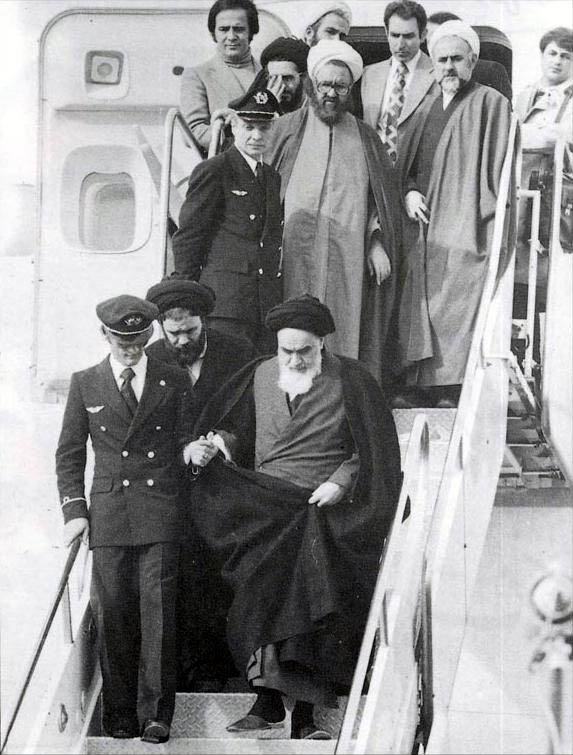
روح‌الله خمینی رهبر انقلاب اسلامی ایران هنگام ورود به ایران

انقلاب سال ۱۳۵۷ هجری خورشیدی در ایران، (مشهور به انقلاب اسلامی) که با مشارکت اکثریت مردم، احزاب (توده، مجاهد، آزادیخواه، سوسیالیست، اسلام دموکرات و ملی‌گرایی…)، روشنفکران و دانشجویان ایران انجام پذیرفت، نظام پادشاهی ایران را سرنگون، و زمینهٔ روی کار آمدن نظام جمهوری اسلامی، به رهبری روح‌الله خمینی، یک روحانی شیعه، در ایران را فراهم کرد. تفکرات و شخصیت‌های اسلامی، در این انقلاب حضور برجسته‌ای داشتند و خمینی آن را انقلاب اسلامی خواند. این انقلاب، با نام انقلاب بهمن ۵۷ نیز شناخته می‌شود .
دور نمای انقلاب اسلامی ایران:
مرحله اول: که از تاریخ مهر ماه سال ۴۱ تا آبان سال ۴۳ را شامل می‌شود که سرچشمه‌های حرکت‌های انقلابی بود شامل وقایع مهمی مانند: مخالفت با انجمن‌های ایالتی و ولایتی، قیام ۱۵ خرداد، افشا گری‌های سید روح‌الله خمینی دستگیری و تبعید وی را شامل می‌شود.
مرحله دوم: که از تاریخ آبان سال ۴۳ تا آبان سال ۵۶ را شامل می‌شود که دوران روشنگری و بسترسازی نامیده می‌شود شامل وقایع مهمی که ناشی از ۱۳ سال تلاش فرهنگی سید روح‌الله خمینی بود که با سازماندهی یاران وی همراه بود.
مرحله سوم: از آبان سال ۵۶ تا بهمن ۵۷ که با کشته شدن مصطفی خمینی، موج جدید نهضت را در پی داشت و در پی ان قیام ۱۹ دی و سرایت آن به سایر مناطق کشور که منجر به بازگشت روح‌الله خمینی و پیروزی نهضت و شکست رژیم پهلوی گشت.

### در جهان

#### کبیر فرانسه
انقلاب فرانسه (۱۷۹۹–۱۷۸۹) دوره‌ای از دگرگونی‌های اجتماعی سیاسی در تاریخ سیاسی فرانسه و اروپا بود. این انقلاب، یکی از چند انقلاب مادر در طول تاریخ جهان است که پس از فراز و نشیب‌های بسیار، منجر به تغییر نظام سلطنتی به جمهوری در فرانسه و ایجاد پیامدهای عمیقی در کل اروپا شد.

#### اکتبر ۱۹۱۷ روسیه
انقلاب ۱۹۱۷ روسیه، جنبشی سیاسی در روسیه بود که در سال ۱۹۱۷ با سرنگونی دولت موقت که بعد از حکومت تزارها به روی کار آمده بود به اوج خود رسید و به برپایی اتحاد شوروی (که تا سال ۱۹۹۱ برقرار بود) انجامید. این انقلاب در دو مرحله صورت گرفت.

#### انقلاب آمریکا

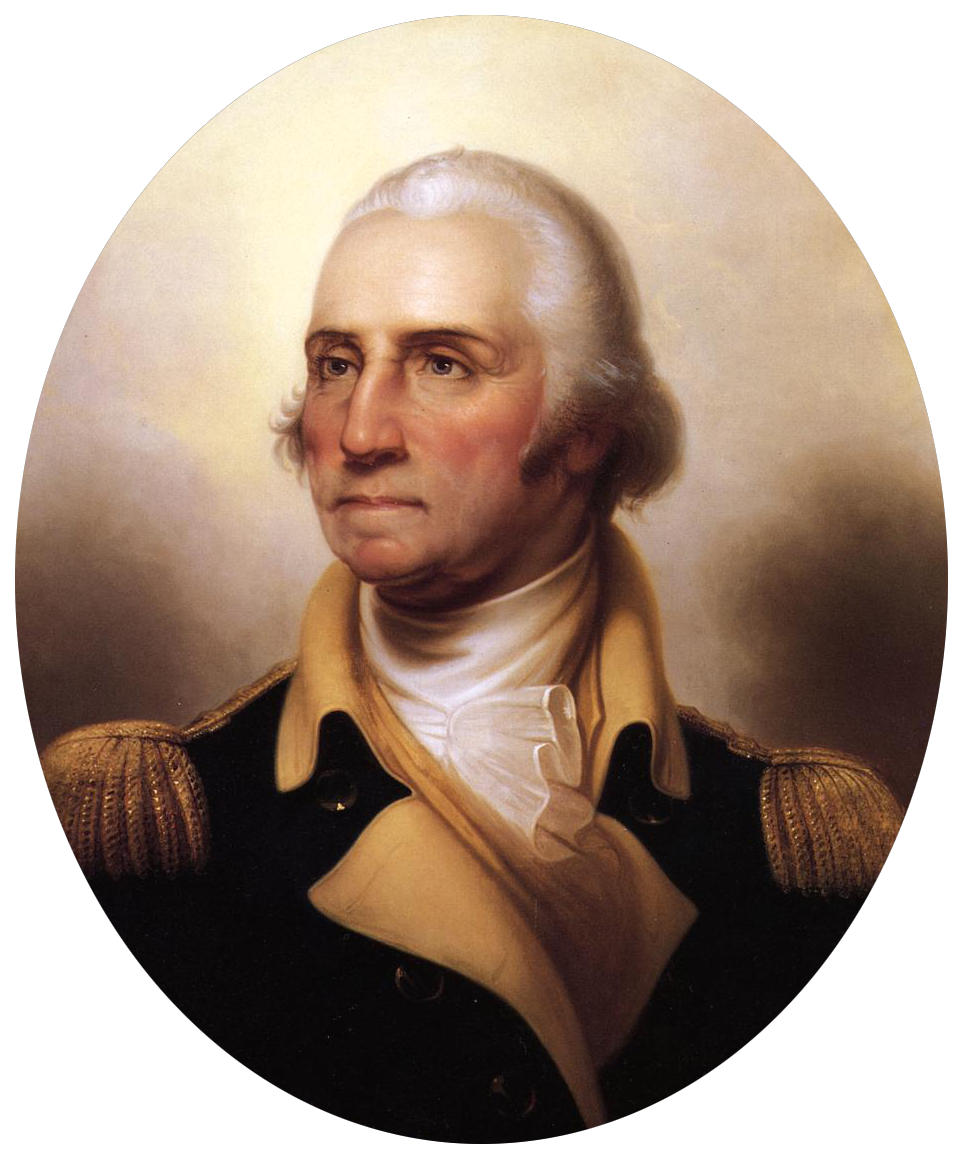
جرج واشینگتن ژنرال و اولین رئیس‌جمهور ایالات متحده آمریکا

انقلاب آمریکا (به انگلیسی: American Revolution) مجموعه رویدادها و اندیشه‌ها و تغییراتی است که منجر به جدایی سیزده ایالت آمریکای شمالی از بریتانیا و تأسیس ایالات متحدهٔ آمریکا گردید. اولین درگیری‌ها از شهر بوستون شروع شد که به دنبال شدت عمل پادشاهی انگلستان به سرعت گسترش یافت. در ۱۷۶۵ در نیویورک کنگره‌ای متشکل از ۹ کوچ‌نشین تشکیل شد که سران این کوچ نشین‌ها در این کنگره برای اقدام علیه انگلیس هم پیمان شدند و در مه ۱۷۷۵ رهبران کوچ‌نشین از مردم درخواست کردند که برای مبارزه با اشغالگران آماده شوند.

## انقلاب‌های مخملی

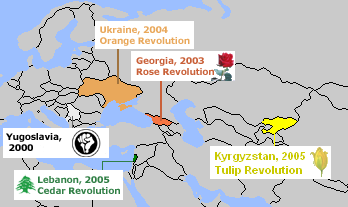
انقلاب‌های رنگی در شرق اروپا و آسیای میانه

به تحولاتی که در اواخر سدهٔ بیستم و اوایل سدهٔ بیست و یکم میلادی بر پایهٔ نظریهٔ مبارزات بدون خشونت، پس از فروپاشی کمونیسم در برخی اقمار شوروی سابق به وجود آمد و باعث تغییر تمایل هیئت حاکمهٔ این کشورها از بلوک شرق به بلوک غرب گردید، می‌گویند.
واسلاو هاول رئیس‌جمهور پیشین چک، که در آن زمان رهبر مخالفان این کشور بود، اولین بار این عبارت را به کار برد.

### گل رز (گرجستان)
انقلاب گل سرخ انقلابی بدون خون‌ریزی بود که در سال ۱۳۸۲ در کشور گرجستان اتفاق افتاد و رئیس‌جمهور وقت ادوارد شواردنادزه را برکنار کرد.

### نارنجی (اوکراین)
انقلاب نارنجی یکسری از اتفاقات و اعتراضات در اوکراین است که از نوامبر ۲۰۰۴ تا ژانویه ۲۰۰۵ انجام گرفت. بلافاصله بعد از پایان انتخابات در سال ۲۰۰۴ ادعا شد که در انتخابات فسادهای گستردهٔ مالی، ارعاب و تهدید رای‌دهندگان و تقلب مستقیم انجام گرفته‌است. مسموم شدن ویکتور یوشچنکو در جریان مبارزات انتخاباتی و احتمال دست داشتن ویکتور یانوکوویچ رقیب سرسخت یوشچنکو در این قضیه، آتش انقلاب نارنجی اوکراین را برافروخت. پس از ۶ روز تظاهرات حامیان یوشچنکو پارلمان این کشور نتیجه انتخابات (که یانوکوویچ نامزد مورد حمایت روسیه را برنده اعلام می‌کرد) مخدوش و ملغی اعلام کرد و با برگزاری دوبارهٔ انتخابات که زیر نظارت موشکافانه ناظران داخلی و بین‌المللی بود، ویکتور یوشچنکو با کسب ۵۲ درصد آرا قدرت را در دست گرفت.

## تفاوت انقلاب با شورش
وجه تمایز «شورش» و «انقلاب» در اهدافی است که با توجه به نتایج دنبال می‌شود. در شورش‌ها، هدف مخالفان دولت معمولاً فراتر از اصلاح یا جبران ناخشنودیی خاص، یا تغییر فرد یا افرادی در دولت، یا خط‌مشی دولت نمی‌رود. اما در انقلاب‌ها مخالفان دولت اهداف و انگیزه‌های خود را در یک ایدئولوژی می‌گیرند که نهادهای موجود را از بیخ و بن غلط یا شر معرفی می‌کند و میان دولت، نخبه‌ها و گروه‌های مردمی دست‌به‌دست شود، تصور فوق را تغییر داده‌است. تغییر در فناوری، سیاست بین‌الملل، و اقتصادِ جهانی منابع تازهای در اختیار گروه‌های گوناگونی می‌گذارد و بعضی دولت‌ها را قوی‌تر و بعضی دیگر را ضعیف‌تر می‌کند. این تحولات خصوصاً در کشورهایی چشمگیرتر است که کاملاً درگیر رقابت استراتژیک ایالات متحدهٔ آمریکا و اتحاد شوروی بودهاند. از این رو، انقلاب (و تلاش برای انقلاب) در اواخر سدهٔ بیستم به‌وفور دیده شده‌است مثلاً در — ایران، نیکاراگوئه، افغانستان، لهستان، فیلیپین — و احتمالاً همچنان از ویژگی‌های مستمر سیاست جهان خواهد بود.